# Epic Games Store
Epic Games Store (скорочено EGS) — онлайн-сервіс цифрового поширення комп'ютерних ігор, розроблений і керований американською компанією Epic Games.

## Програмне забезпечення
Магазин доступний в якості вебсайту і через застосунок Epic Games Launcher.
Власні ігри Epic Games будуть доступні виключно через цей магазин, і компанія планує фінансувати релізи тільки через їх магазин, використовуючи гарантії доходу для розробників, які вибирають дані умови, при цьому Epic сплатить різницю, якщо гра не виправдає очікувань щодо доходів. 
Для популяризації власного магазину Epic Games влаштувала акцію, в якій пропонує по одній безкоштовній грі в тиждень (спочатку, раз у два тижні) протягом 2019 року.
Зрештою, вітрина магазину буде пропонувати відгуки користувачів, але розробники включать цю функцію, щоб уникнути неправомірного використання таких дій, як бомбардування оглядами гри. На даний момент були додані «Досягнення», «Категорії», «Кошик», «Гаманець» і оновлено дизайн, також йде тестування «Профілів користувачів», «Голосувань» і «Оцінок», при цьому Epic Games не планує додавати будь-які «ігрові функції» на кшталт карток Steam, призначені для стимулювання продажів.
Там, де це можливо, Epic Games планує розширити свою програму «Підтримка творця», запущену в Fortnite, на інші ігри, запропоновані в магазині. За допомогою даної програми гравці мають змогу підтримати стрімера або творця контенту, обраного компанією на основі запропонованих програм. Потім стрімери, яких підтримали, отримують дохід від Epic Games шляхом мікротранзакції здійсненої через Epic Games Store від гравців, які їх підтримували, стимулюючи творців контенту; у Fortnite творці отримали близько 5 % грошової вартості мікротранзакцій.

## Історія
До Epic Games Store основний цифровий канал поширення персональних комп'ютерних ігор був Steam від Valve, хоча існували й інші конкуренти, на зразок gog.com, Origin або Uplay. Valve отримує 30 % доходу від усіх ігор, що продаються через Steam, що на момент запуску Steam було порівняти з іншими мережами цифрової дистрибуції, такими як App Store. У серпні 2017 року Тім Свіні з Epic Games припустив, що 30 % більше не є розумним скороченням, і що Valve все ще може отримати прибуток, якщо скоротить свою частку доходу до 8 %.

На початку грудня 2018 року Epic Games оголосила, що відкриє цифрову вітрину, щоб кинути виклик Steam. Epic планує конкурувати з Valve за частку прибутку розробників ігор: 88 % від Epic проти 70 % від Valve. Epic також відмовилася б від стандартної 5 % плати за дохід, що зазвичай стягується з ігор, які використовують Unreal Engine, якщо вони були опубліковані в Epic Game Store. За підрахунками Epic, зменшена частина прибутку магазину була достатньою для отримання прибутку. Epic також заявила, що не буде накладати обмеження на управління цифровими правами на ігри, що продаються через її платформу.

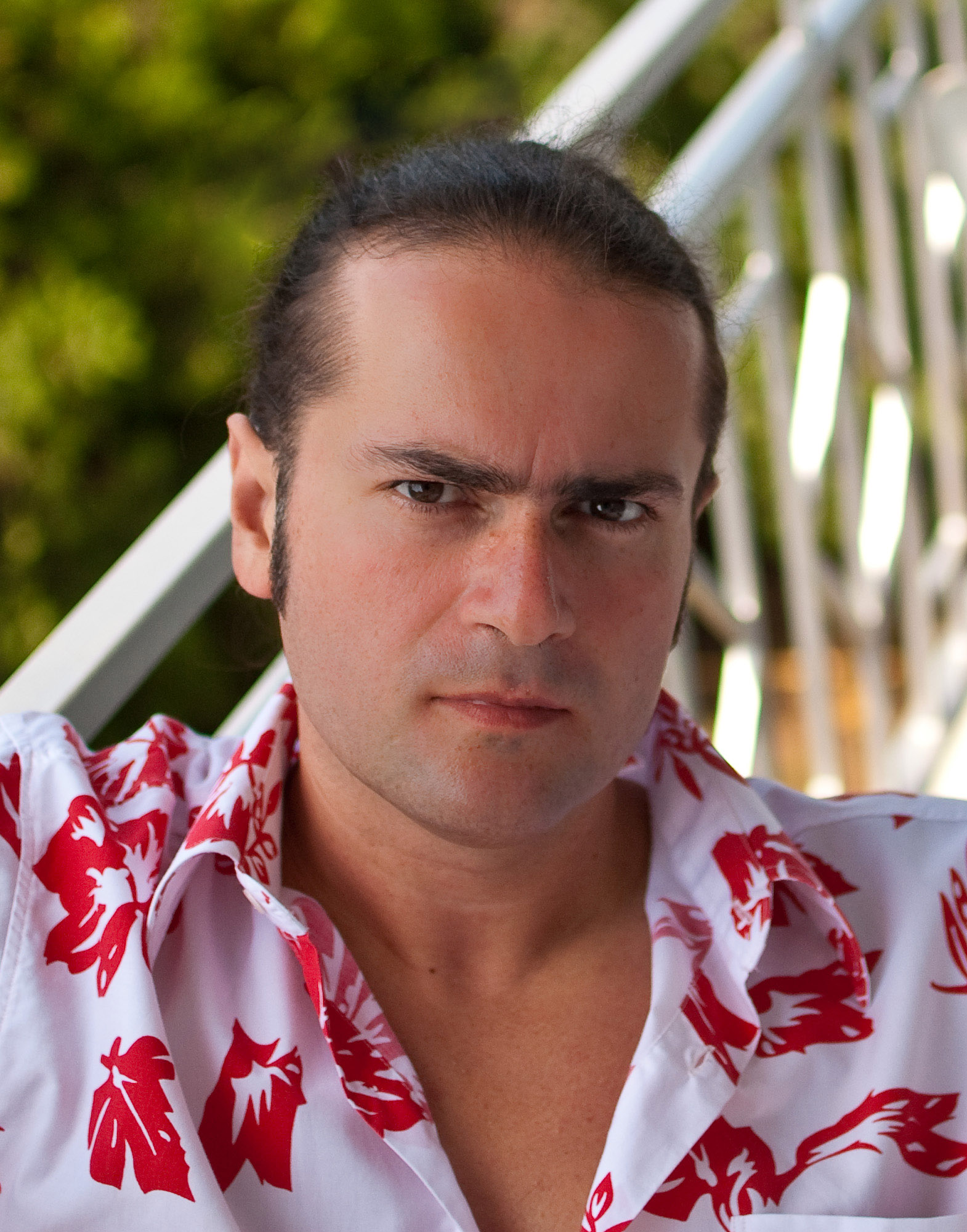
Сергій Галенкін, директор видавничої стратегії магазину

Магазин відкрився кілька днів по тому, 6 грудня 2018 року, в рамках церемонії нагородження The Game Awards 2018, з кількома іграми і коротким списком майбутніх ігор. Очікується, що магазин відкриється для платформ MacOS і Windows, а потім перейде на Android і інші платформи. Epic прагне випустити вітрину для пристроїв Android, минаючи Google Play Store, де аналогічним чином вона скоротиться всього на 12 % в порівнянні з 30 % в Google. У той час як монополія Apple Inc. на iOS нині робить неможливим для Epic випуск там App Store, аналітики вважають, що якщо Google відреагує на App Store компанії Epic, зменшивши своє скорочення, Apple буде змушена наслідувати їх приклад.
Детальніше Список відеоігор, які були роздані в Epic Games Store
Через кілька днів після відкриття магазину Epic Games почали безкоштовно роздавати ігри в рамках їх бізнес-стратегії. В травні 2020 року кількість безкоштовно відданих ігор досягла 108. За оцінками PCGamesN, покупка всіх розданих ігор обійшлася б гравцеві в 2140 US$, без урахування знижок та регіональних цін.
До запуску магазину його директор по видавничої стратегії Сергій Галенкін керував вебсайтом Steam Spy, який збирав дані про використання Steam із загальнодоступних профілів для створення статистики публічних продажів. Він керував сайтом як побічним проєктом, але використовував його, щоб дізнатися, що розробники хотіли б отримати від магазину Epic, а саме: менше соціальних елементів і менше візуальних перешкод. Магазин буде створений вручну, поки він не відкриється для заявок розробників в середині 2019 року. Після цього співробітникам Epic як і раніше потрібно буде затверджувати ігри для магазину, процес, який «зазвичай сфокусований на технічному боці речей і загальної якості», за словами Тіма Свіні. Epic не планує публікувати в магазині матеріали категорії «тільки для дорослих».
У січні 2019 року Ubisoft оголосила про свої плани поширювати свої ігри через Epic Games Store, а майбутній Tom Clancy's The Division 2 буде продаватися на вітрині (на додаток до власної вітрини Uplay в Ubisoft) замість Steam, що робить її першим великим стороннім видавцем, що використовують Epic Games Store. Пізніше в тому ж місяці видавець Deep Silver послухав тої наприклад, оголосивши, що Metro Exodus буде тимчасовим ексклюзивом на ПК для Epic Games Store (на період одного року) за зниженою ціною в 50 дол. США у порівнянні з 60 дол. США, коли він пропонувався на інших вітринах.
На початку 2021 року Epic поділилися своїми досягненнями за 2020 рік. Серед них: 160 мільйонів користувачів зареєстровані в Epic Games Store, за 2020 рік користувачі витратили 700 мільйонів доларів США, провели 3,35 мільярдів годин в відеоіграх. Також було повідомлено що на момент 28 січня в Epic Games Store опублікована 471 гра.

## Реакція
Магазин Epic Games був анонсований через кілька днів після того, як Valve повідомила про зміну моделі розподілу доходів в Steam, яке скоротило віддачу від Valve, скоротивши їх дохід з 30 % до 25 % після того, як гра заробила понад 10 мільйонів доларів США і до 20 % після 50 мільйонів доларів США. Кілька розробників інді-ігор висловили стурбованість тим, що ця зміна покликане допомогти зберегти великих розробників і видавців ААА, і мало що зробило для підтримки більш дрібних розробників. Таким чином, коли було оголошено про створення магазину Epic Games Store, кілька журналістів порахували його потенційно руйнівним для поточної моделі Steam. Деякі розробники й видавці оголосили про плани ексклюзивно випустити в EGS гри, які вони планували продавати через Steam, або мати ексклюзивний час на вітрині магазину Epic до появи в інших сервісах.

## Критика
28 січня 2019 року видавець Deep Silver оголосив, що гра Metro Exodus стане тимчасовим ексклюзивом Epic Games Store. Така новина була сприйнята ігровим товариством вкрай негативно, оскільки сервіс зробив гру ексклюзивом за кілька днів до релізу, при цьому не попередивши інші сервіси розповсюдження ігор. Згодом розробникам гри та представникам магазину довелося виправдовуватися за те, що трапилося.
31 березня 2019 року в результаті багу, що виник в сервісі, гравці отримали можливість забрати гру Detroit: Become Human за ціною 0 гривень. Протягом години помилка була виправлена, а гра була видалена з бібліотек тих користувачів, які встигли забрати гру. Дії компанії Epic Games були зустрінуті негативно з боку гравців. Зокрема, користувачі згадали слова одного з розробників Epic Games Store Сергія Галенкіна, який на одній зі своїх YouTube трансляції розповів, що сервіс не буде забирати гри, які були куплені в результаті бага за 5 рублів. Але це твердження ніяк який суперечить діям компанії.